# Alberto Piferi
Alberto Piferi (Roma, 17 gennaio 1929 – Roma, 4 maggio 2016) è stato uno sceneggiatore, dialoghista e linguista italiano.

## Biografia
Nato a Roma, fu sposato con l'attrice e doppiatrice Flaminia Jandolo, da cui ebbe tre figli: Leonardo e Susanna, anch'essi dialoghisti, e Caterina, assistente al doppiaggio; il matrimonio terminò poi col divorzio.
Fu attivo come sceneggiatore sin dai primi anni sessanta, ed ebbe modo di collaborare con registi come Ruggero Deodato ed Enzo G. Castellari. 
Dialoghista dal 1970, curò la versione di moltissimi film italiani e stranieri, tra i quali Rocky, Indiana Jones e molti altri.

## Filmografia

### Sceneggiatore
- La faccia violenta di New York (1973)
- Gran Bollito (1977)
- Quel maledetto treno blindato (1978)
- Due fratelli (1988)
- Il vizio di vivere (1988)

### Regista
- Italia '90 - Notti magiche - Documentario (1991)

## Direttore del doppiaggio
- La faccia violenta di New York
- La ragazzina